# Pergamon királyainak listája
Pergamon Kr. e. 282-től városállam volt a Szeleukidák fennhatósága alatt Kis-Ázsiában. Kr. e. 262-ben vált függetlenné, s Kr. e. 240-ben lett királyság. Utolsó királya Kr. e. 133-ban végrendeletében Rómára hagyta országát, s területéből szervezték meg Kr. e. 129-ben Asia provinciát.

## Attalida dinasztia
| Uralkodó neve                                      | Uralkodásának ideje          | Görög név               | Megjegyzés                            |
| -------------------------------------------------- | ---------------------------- | ----------------------- | ------------------------------------- |
| Lüszimakhosz                                       |                              |                         | Szétszórt területeinek egyike         |
| Philetairosz (* Kr. e. 343)                        | ur.: Kr. e. 282, †Kr. e. 263 | Φιλέταιρος              |                                       |
| I. Eumenész                                        | ur.: Kr. e. 263, †Kr. e. 241 | Ευμένης Α'              | Philetariosz unokaöccse.              |
| I. Attalosz Szótér (* Kr. e. 269)                  | ur.: Kr. e. 241, †Kr. e. 197 | Ἄτταλος Σωτὴρ           | Philetariosz más unokaöccsének a fia. |
| II. Eumenész Philadelphosz Szótér (* Kr. e. 221)   | ur.: Kr. e. 197, †Kr. e. 160 | Εὐμένης Β'              | I. Attalosz fia.                      |
| II. Attalosz Philadelphosz (* Kr. e. 220)          | ur.: Kr. e. 160, †Kr. e. 138 | Ἄτταλος Β' ὁ Φιλάδελφος | II. Eumenész öccse.                   |
| Alexandrosz Balasz                                 | Kr. e. 150 – Kr. e. 146      | Αλέξανδρος Βάλας        | Szeleukida uralkodó                   |
| III. Attalosz Philometor Euergetész (* Kr. e. 171) | ur.: Kr. e. 138, †Kr. e. 133 | Άτταλος Γ' Ευμένης      | II. Eumenész fia.                     |
| Arisztonikosz                                      | Kr. e. 132 – Kr. e. 129      |                         | függő                                 |